# 虎尾舊水塔
23°42′44″N 120°26′02″E / 23.712237°N 120.433877°E
虎尾舊水塔，位於臺灣雲林縣虎尾鎮自來水廠旁，為1929年為因應當地經濟與人口激漲而建，與其機房同列縣定古蹟。

## 歷史
虎尾的水量原先不足，不適合種稻，而可種甘蔗。自藤山雷太在1909年創建虎尾糖廠、加上次年1月虎尾驛連通台鐵縱貫線，虎尾逐漸形成市街，昭和年間人口已增加至三萬人。由於虎尾人口急速增加、製糖工場擴廠須大量水力、又為改善飲水品質，日本政府決定在虎尾建立自來水廠與貯水塔。
因當地土質不適合建水庫，便在虎尾街最高地段的大崙腳興建抽水裝置，1929年在水廠對面興建水塔，1930年落成。次年，虎尾郡役所等行政中心建築陸續建立。
水塔柱體對稱呈現八角形，高50.5公尺。當時與虎尾糖廠煙囪、虎尾合同廳舍閣樓並列虎尾街最高的三個標的。由於當地早年沒有高樓，鎮民返鄉時見人可看到水塔，讓當地人備感親切。水塔俗稱「水道頭」，一旁的虎尾涌翠閣也因此被稱為「游水閣」。
水塔儲水量可達400噸。據退休的虎尾水廠廠長周榮華回憶，1950年代初，其自來水量可供應市鎮內七個里。1955年，當一旁的土庫鎮面臨乾旱時，虎尾的水量依然勉強可供應。直到1969年，雲林因開發地下水成功與糖價下跌，虎尾農民紛紛改種水稻，造成產業結構改變。虎尾也因供水管線改變，水塔停用。

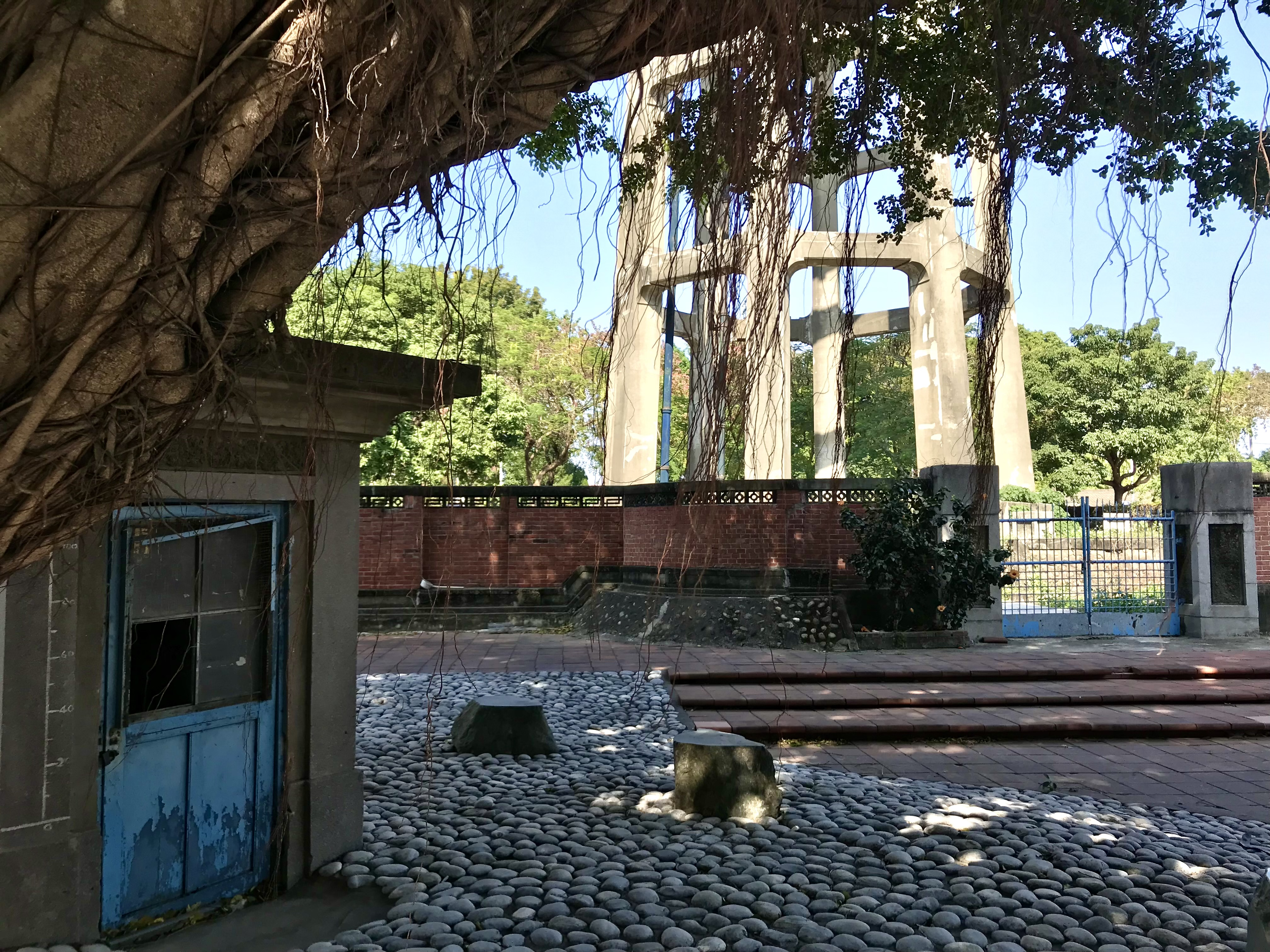
舊水塔馬達機房

2001年，台灣自來水公司本認為水塔樣貌與環境格格不入而計畫粉刷，遭到地方文史團體主張應維持歷史原貌。該年6月1日，雲林縣文化局在慶祝虎尾郡役所落成七十周年上，文化局長邱洋浩告知，縣府將於7月底成立保存地方古蹟與歷史建物審查小組，評估水塔等建物應予保留與否。但7月27日的古蹟暨歷史建築審查會上，水塔因送審資料不完備，而未通過列為歷史建築。9月在票選中華民國各縣市歷史建築十景時，水塔也只得到一百二十四票，未進入雲林前十大歷史建築。直到縣長張榮味關注交辦，水塔才與水廠的機房才在2003年一同列為歷史建築。
鎮公所除在旁水塔進行綠化與設置藝術裝置之外，該塔也是當地婚紗攝影取景地之一。升為古蹟後，鎮公所於2022年7月28日啟用夜燈。